# لولا ألفاريز برافو
لولا ألفاريز برافو (بالإسبانية: Lola Álvarez Bravo)‏ هي مصورة مكسيكية، ولدت في 3 أبريل 1903 في ولاية خاليسكو في المكسيك، وتوفيت في 31 يوليو 1993 في مدينة مكسيكو في المكسيك.

## حياتها المبكرة (1903-1927)
وُلدت دولوريس كونسبسيون مارتينيز دي أندا المعروفة باسم لولا منذ طفولتها، في 3 أبريل 1903 في لاغوس دي مورينو، خاليسكو، المكسيك، لوالديها سارة دي أندا وغونزالو مارتينيز، تاجر الفن والأثاث المستورد. يُعتقَد أن والديها انفصلا عندما كانت صغيرة جدًا. عندما كانت تبلغ من العمر نحو ثلاث سنوات، اصطحبها والدها مارتينيز مع أخوها الأكبر غير الشقيق، ميغيل، للعيش في مكسيكو سيتي. كان مانويل ألفاريز برافو، أحد أصدقاء شقيقها الذين عاشوا في الجوار، زائرًا متكررًا لمنزلهم في شارع كالي دي فاكتور (الآن كالي دي أليندي).
توفي والدها غونزالو مارتينيز إثر نوبة قلبية عام 1916 أثناء سفره على متن قطار مع ابنته. بعد وفاته، انتقلت مارتينيز من منزلهم للعيش مع شقيقها وزوجته في شقة في شارع كالي دي سانتا تيريزا (الآن كالي غواتيمالا). حرصًا على أن تصبح زوجة مسؤولة وربة منزل، أرسلت زوجة ميغيل مارتينيز لإكمال تعليمها التقليدي، أرادت مارتينيز المزيد قائلة، لا أعرف لماذا منذ الطفولة، كانت لدي فكرة أنني أريد أن أفعل شيئًا لم يفعله الجميع. أكثر ما كرهته في حياتي هو أن الجميع يريد الحد من حريتي. واصلت متابعة تعليمها وقابلت فريدا كاهلو في عام 1922. شكّلت المرأتان صداقة قوية مدى الحياة. بالإضافة إلى ذلك، ازدهرت علاقتها مع صديق طفولتها مانويل ألفاريز رومانسيًا. غالبًا ما كان الزوجان يتجولان في الشوارع يرون معًا الجمال بغض النظر عن وسخ المدينة وفقرها.
عام 1925، تزوجت مارتينيز من ألفاريز وأخذت اسمه. انتقلا إلى أواكساكا، حيث وجد مانويل عملًا بصفته محاسبًا لمكتب المحاسبة الوطني، منخرطًا في مجتمع الفنانين المحليين. في أوقات فراغهم، قام مانويل، الذي تعلم التصوير في سن المراهقة، بتعليم ألفاريز كيفية استخدام الكاميرا وتصوير الأفلام. كما حدث في مكسيكو سيتي، كان الزوجان يتجولان في الشوارع، لكنهما شرعا في توثيق ذلك عبر الصور. أنتجت ألفاريز صورها الأولى في أواكساكا، والتي عكست الأسلوب المجازي الذي يفضله زوجها. عندما حملت، قرر الزوجان العودة إلى مكسيكو سيتي في عام 1927 ليكونا بالقرب من المراكز الطبية والعائلة. وهناك وُلدَ طفلهما الوحيد، مانويل ألفاريز برافو مارتينيز. على الرغم من أن مانويل كان لا يزال يعمل في مكتب المحاسبة الوطني، إلا أن ألفاريز بعد فترة وجيزة من ولادة ابنها، استقالت لتتفرغ للعمل كمصورة محترفة. عندما طورت رؤيتها الخاصة وأصبحت غير راضية عن طريقة زوجها، بدأت المشاكل في الزواج بالظهور.

## حياتها المهنية (1927-1934)
عام 1927، افتتح الزوجان معرضًا فنيًا في منزلهما، وعرضا صورًا ولوحات رسمها الأصدقاء من الفنانين، بما في ذلك ديفيد ألفارو سيكيروس، وخوسيه كليمنتي أوروزكو، ودييغو ريفيرا، وروفينو تامايو. بدأ مانويل بأخذ عمولات للصور وساعدته ألفاريز أثناء تربية ابنهما. جعلها تقوم بمهام بسيطة، مثل خلط المواد الكيميائية والطباعة، كان مانويل مترددًا في السماح لألفاريز بالتعامل مع الكاميرا، لكنها أعطته أفكار موضوعية وتعلمت الحرفة. في الوقت الذي كان فيه معظم مصوري الصحف مهتمين بإنتاج صور مثيرة، علّم مانويل ألفاريز أن تنأى بنفسها عن موضوعاتها لالتقاط جوهرها الأساسي. كما درست اللوحات التي قدمها الأصدقاء من الفنانين في المعرض.
في عام 1933، التقت ألفاريز مع بول ستراند، المصور الأمريكي، وتعرفت في أسلوبه على جانب من الصور الوثائقية التي أعجبت بها أكثر من صور زوجها المنمقة. أدركت أن التصوير الفوتوغرافي كان بمثابة وقائع التاريخ، وتوثيق التحول في المجتمع. ووصفت الكاميرا بأنها العين الثالثة، والتي أوضحت حقيقة تجربة المصور. من أوائل أعمالها من تلك الفترة كانت بعنوان (الزيارة) وقد التقطت في رحلة مع مانويل والمصور الفرنسي هنري كارتييه بريسون. كان الثلاثي قد سافر إلى تيهوانتيبيك وكانت صورة ألفاريز لامرأتين تقفان في المدخل. بدلًا من التركيبات المطروحة التي يفضلها زوجها، أو الصور ذات الدوافع الأيديولوجية التي التقطها مودوتي، ركزت صور ألفاريز على المعاني الدقيقة للحياة اليومية التي تلتقطها الكاميرا. عام 1934، انضمت إلى (رابطة الكتاب والفنانين الثوريين) وشكلت، جنبًا إلى جنب مع مانويل وإيميليو أميرو، أحد أقدم نوادي العرض السينمائي في المكسيك. مع ظهور أسلوبها ورغبتها في أن يكون لها صوتها الخاص، ساءت العلاقة بين الزوجين وفي عام 1934، أخذت ألفاريز ابنها وانفصلت عن مانويل، على الرغم من عدم الطلاق حتى عام 1948. في وقت انفصالهما، كانت قد أثبتت نفسها كمصورة محترفة. بعد أن حصلت على عمل مع العديد من المجلات المحلية، احتفظت باسم ألفاريز برافو.

## المهنة لاحقا (1971-1992)
بعد تقاعدها عام 1971 من المعهد الوطني للفنون الجميلة، استمرت ألفاريز في التقاط الصور حتى أصبحت عمياء في سن 79 عام 1986. كان معرض عام 1965 هو آخر معرض لأعمال ألفاريز حتى منتصف السبعينيات، حيث طلبت منها وزارة التربية والتعليم إنشاء معرض، وأعادتها إلى عملها، وبدأت في تنظيم أرشيفها. في عام 1979، أقيم أول معرض استعادي لعملها في مكسيكو سيتي. منذ الثمانينيات، بدأت تحظى بالاعتراف الدولي مع العديد من المعارض التي أظهرت اهتمامًا متجددًا بعملها.
دُمّرت شقة ألفاريز في كولونيا تاباكاليرا، حيث كانت تعيش منذ عام 1939، في زلزال مكسيكو سيتي عام 1985 وأجبرت على الإخلاء مع القليل من الأشياء. بسبب تدهور صحتها، تركت شقتها تحت رعاية جارتها، كليمنتينا ريفيرا فاليغو، وانتقلت للعيش مع ابنها. في عام 1991، نُظّم معرض في دالاس، تكساس، من قبل جمعية أصدقاء الثقافة المكسيكية، وسُلّط الضوء على صور ألفاريز الحميمة لفريدا كاهلو، مما زاد من شهرتها الدولية أثناء سفرها إلى مدن أخرى مثل البوكيرك، ونيو مكسيكو، وواشنطن العاصمة. احتفلت الشركة بمسيرتها المهنية التي استمرت 50 عامًا في مجال التصوير الفوتوغرافي في عام 1992، حيث استضافت عرضًا في مكسيكو سيتي يغطي مسيرتها. لقد أدلت بتصريح في وقت متأخر من حياتها وقالت: إذا كان لصوري أي معنى، فهو أنها تمثل المكسيك التي كانت موجودة من قبل. على الرغم من انفصالها عن زوجها، فقد أثنت عليه ووصفته بأنه مؤسس التصوير الفوتوغرافي الحديث في المكسيك.